# Renvoi (texte)
 (avril 2024).
Si vous disposez d'ouvrages ou d'articles de référence ou si vous connaissez des sites web de qualité traitant du thème abordé ici, merci de compléter l'article en donnant les références utiles à sa vérifiabilité et en les liant à la section « Notes et références ».
Un renvoi est une indication dans un texte qui renvoie à un passage ou à des données apparaissant ailleurs dans ce texte. L'indication est généralement notée Voyez, Voir, V. ou Voir aussi. 
En programmation, on utilise souvent l'anglicisme cross-referencing ou référencement croisé pour désigner un renvoi. Il s'agit du listage des noms de fichier et de leurs numéros de ligne où un identificateur apparaît dans le code source d'un programme. Une référence croisée aide à renforcer la structure d'un document.